# Fudge Tunnel
Fudge Tunnel — британская сладж-метал-группа из города Ноттингема. Группа была образована в 1988 году Алексом Ньюпортом (вокал, гитара), Адрианом Пэркином (Adrian Parkin) (барабаны) и Дэвидом Райли (David Ryley) (бас) и распалась в 1995 году.

## История
Впервые группа заявила о себе когда в 1989 году на лейбле «Pigboy Records» вышел первый EP «Sex Mammoth». EP получил хорошие отклики как в инди-, так и в метал-изданиях. Мини-альбом получил статус «Сингла недели» в таком издании как «New Musical Express». В 1990 году вышел второй миньон «The Sweet Sound Of Excess», в то же время группа была приглашена к участию в туре по Великобритании с такими группами как Godflesh и Silverfish. После окончания тура Fudge Tunnel подписали контракт с крупным лейблом Earache Records.
В 1991 году на этом лейбле Fudge Tunnel записали и выпустили свой дебютный альбом Hate Songs In E Minor. Альбом во многом имел трэшевые и грайндовые корни, однако его нельзя было отнести ни к тому, ни к другому стилю. Тексты полные иронии, положенные на агрессивный саунд, делали этот альбом достаточно интересным и несколько уникальным. Выход альбома сопровождался скандалом — полицейские участки получили предписание изъять весь тираж альбома из-за провокационной обложки.  После выхода альбома у группы был запланирован тур по США, где она должна была выступать на «разогреве» у групп Nirvana и Helmet, но тур так и не состоялся по причине занятости Эдриана Пэркина.
В 1992 году Fudge Tunnel были приглашены Максом Кавалерой поучаствовать европейском турне вместе с Sepultura. Макс заинтересовался группой после выхода их первого альбома, и позже, в 1993 году, пригласил Ньюпорта поучаствовать в совестном проекте Nailbomb.
В 1993 году у Fudge Tunnel выходит их следующий альбом Creep Diets. Альбом получился во многом разноплановым и имел некоторое сходство с сиэтлским саундом, что дало право критикам записать группу в жанр гранж, что было далеко от истины. В том же году группа отправляется в тур по Америке вместе с Sepultura, Fear Factory и Clutch.
В студию «Fudge Tunnel» вернулись в 1994 году, когда вышел их третий и последний альбом Complicated Futility Of Ignorance. Сразу же после выпуска альбома группа отправилась в тур, который продлился всего три дня, сказалось усталость и внутреннее напряжение в группе. Так же одним из обстоятельств отмены тура стало то, что Columbia Records, взявшаяся распространять пластинку в Америке, отказалась от своих обязательств. Из-за сложившихся обстоятельств группа была вынуждена самораспуститься.
Уже после распада группы Earache Records выпустил сборник In A Word. В сборник вошли редкие песни группы, демозаписи, а также концертные выступления. Дэвид Райли позже основал собственный лейбл BGR Records, Адриан Пэркин некоторое время участвовал в группе Tubesurfer, а Алекс Ньюпорт занялся звукозаписью и продюсированием.

## Дискография
Студийные альбомы (LP):
- Hate Songs in E Minor (Earache/Relativity) (1991)
- Creep Diets (Earache/Columbia) (1993)
- The Complicated Futility of Ignorance (Earache) (1994)

Мини-альбомы (EP) и синглы:
- Sex Mammoth (Pigboy/Vinyl Solution) (1989)
- The Sweet Sound of Excess (Pigboy/Vinyl Solution) (1990)
- Fudgecake (Pigboy/Vinyl solution/Cargo) (1992)
- Teeth EP (Earache/Relativity) (1992)
- The Joy of Irony (Earache) (1994)

Сборники:
- In a Word (Earache) (1994)
- Whore — Various Artists Play Wire (WMO) (1996)